# Marco Colombin
Marco Colombin (* 8. Januar 1989 in Triest) ist ein ehemaliger italienischer Grasskiläufer. Er startete für den Sci Club 70 Trieste und gehörte ab 2006 dem Kader des Italienischen Wintersportverbandes (FISI) an.

## Karriere
In der Saison 2004 nahm Colombin erstmals an FIS-Rennen teil, ab 2005 startet er auch im Weltcup. In der Saison 2005 kam er in allen sechs Weltcuprennen unter die schnellsten 30, womit er punktegleich mit seinem Landsmann Alessandro Rinaldi den 19. Platz in der Gesamtwertung belegte. Seine besten Einzelresultate waren der 13. Platz in der Kombination von Forni di Sopra und der 15. Rang im zweiten Slalom von L’Aquila. Im selben Jahr nahm er auch erstmals an einer Juniorenweltmeisterschaft teil und belegte dabei jeweils Platz 17 im Riesenslalom und im Super-G. Den Slalom und somit auch die Kombination konnte er nicht beenden. Bei der Juniorenweltmeisterschaft 2006 in Horní Lhota u Ostravy war sein einziges Ergebnis der 17. Rang im Super-G. Im Weltcup absolvierte er 2006 seine erfolgreichste Saison. In drei Rennen fuhr er unter die schnellsten 15, wobei sein bestes Resultat der zwölfte Platz im zweiten Super-G von Forni di Sopra war. Im Gesamtweltcup erreichte er damit den 17. Platz.
In der Weltcupsaison 2007 punktete Colombin nur in den beiden Rennen von Marbachegg, wodurch er in der Gesamtwertung auf Rang 25 zurückfiel. Besser erging es ihm bei der Juniorenweltmeisterschaft in Welschnofen. Hier erreichte er den fünften Platz im Riesenslalom und Rang acht im Super-G. Ein Jahr später belegte er bei der Juniorenweltmeisterschaft 2008 in Rieden jeweils Platz zehn im Slalom und im Riesenslalom sowie Rang 15 im Super-G. Im Weltcup startete er in der Saison 2008 nur in den beiden Rennen in Forni di Sopra, bei denen er allerdings nicht das Ziel erreichte. Auch in der Saison 2009 nahm er nur an den Weltcuprennen in Forni di Sopra teil. Im Riesenslalom fiel er wieder aus, in der Super-Kombination belegte er den 18. Platz. Damit kam er im Gesamtweltcup auf Rang 52. Bei der Juniorenweltmeisterschaft 2009 in Horní Lhota belegte er jeweils Platz elf im Super-G und in der Super-Kombination. Im Slalom und im Riesenslalom wurde er nach Torfehlern im ersten Lauf disqualifiziert. Im Jahr 2009 wurde Colombin Italienischer Juniorenmeister im Slalom, im Super-G und in der Super-Kombination. Nach 2009 nahm er an keinen Wettkämpfen mehr teil.

## Erfolge

### Juniorenweltmeisterschaften
- Nové Město na Moravě 2005: 17. Riesenslalom, 17. Super-G
- Horní Lhota u Ostravy 2006: 17. Super-G
- Welschnofen 2007: 5. Riesenslalom, 8. Super-G
- Rieden 2008: 10. Slalom, 10. Riesenslalom, 15. Super-G
- Horní Lhota u Ostravy 2009: 11. Super-G, 11. Super-Kombination

### Weltcup
- Fünf Platzierungen unter den besten 15